# Hugh McDonald
Hugh McDonald (Filadelfia, 28 dicembre 1950) è un bassista statunitense.

## Biografia
Hugh iniziò a suonare il basso da adolescente, assieme ai compagni di scuola, ispirato dal Beatle Paul McCartney, di cui tuttora utilizza il basso firmato, un Hofner Vintage. Su consiglio dei genitori, Huey cominciò a prendere lezioni.
Il primo album al quale ha lavorato fu Deirdre Wilson Tabac nel 1970. Nel 1973 fu presentato a Steve Goodman da Steve Mosley e Steve Burgh, e da allora suonò in molti dei suoi album continuando a lavorare con lui fino alla sua morte, avvenuta nel 1984.
Dopo aver conosciuto un chitarrista di Filadelfia, David Bromberg, Hugh si associò alla David Bromberg Band con la quale cominciò a viaggiare. 
Nel 1980 si trasferì a New York, dove cominciò a lavorare agli studi di registrazione Power Station, di proprietà di Tony Bongiovi, cugino di Jon Bon Jovi. Tony chiese a Hugh di suonare il basso in una demo di Jon, She Don't Know Me. Subito dopo registrò Runaway, assieme a musicisti di studio tra cui Roy Bittan, tastierista della E-Street Band. Il collegamento con i Bon Jovi era sancito.
Hugh fu chiamato a suonare in Bon Jovi e Slippery When Wet, e suonò su tutti gli album successivi della band, sebbene non fosse mai citato tra i credits degli album. Successivamente tornò a collaborare con artisti come Michael Bolton, Cher, Alice Cooper e Richie Sambora. 
La sua relazione con i Bon Jovi cambiò quando il bassista ufficiale Alec John Such lasciò la band nel 1994.
Huey chiese di associarsi ai Bon Jovi per una serie di concerti natalizi e spettacoli TV: oltre a questo, partecipò al Crossroad Promo Tour, dopo aver lavorato anche alla produzione dell'album. Il suo lavoro trovò finalmente credito nel 1995 con These Days e in tutti gli album successivi, dove venne ufficialmente inserito tra i musicisti dell'album.
Hugh non è mai stato riconosciuto come membro ufficiale dei Bon Jovi, che decisero di non sostituire il bassista originale Alec John Such, ma dal 1994 in poi è sempre stato presente in ogni progetto della band. Durante il periodo di pausa dei Bon Jovi dopo il These Days Tour Hugh partecipò all'album solista di Jon, Destination Anywhere, del 1997. Assieme a Jerry Cohen, Everett Bradley, Bobby Bandiera e Shawn Pelton formò i Big Dogs, band che seguì Jon nel tour promozionale dell'album. Inoltre in quel periodo venne reclutato anche dal chitarrista dei Bon Jovi, Richie Sambora, impegnato a sua volta in tour con l'album solista Undiscovered Soul.
Alla fine del 1998 Huey si associò ai Southside Johnny & The Asbury Jukes, sostituendo David Hayes. Dopo un anno di concerti, Huey lasciò la band nell'autunno del 1999 per ricongiungersi ai Bon Jovi, con i quali collabora tuttora, sia in studio che nei live.
Nel 2016, dopo ben 22 anni accreditato solo come turnista, Hugh viene ufficializzato come membro stabile dei Bon Jovi.

## Collaborazioni
Nel corso della sua carriera Hugh ha suonato con diversi artisti: Alice Cooper, Andy Pratt, Big Eric and the Budget Crunch, Billie Myers, Billy Falcon, Bon Jovi, Bruce Foster, Carlene Carter, Cher, Danny O'Keefe, David Bromberg, Deirdre Wilson Tabac, Gladys Knight & the Pipe, Jane Gillman, Jim Ringer, John Prine, Jonathan Edwards, Jon Bon Jovi, Richie Sambora, Lita Ford, Mary McCaslin, Michael Bolton, Mindy Jostyn, Mitch Malloy, National Lampoon, Paula Lockheart, Phoebe Snow, Ricky Martin, Ringo Starr, Robin Beck, Rory Block, Steve Forbert, Steve Goodman, No Big Surprise, Stuttering John, Suzanne Fellini, Nine Months, William De Vaughn, Willie Nelson, Bret Michaels.